# Collegio elettorale di Ravenna - Cervia
Il collegio di Ravenna - Cervia fu un collegio elettorale uninominale della Repubblica Italiana per l'elezione della Camera dei deputati. Apparteneva alla circoscrizione Emilia-Romagna e fu utilizzato per eleggere un deputato nella XII, XIII e XIV legislatura.
Venne istituito nel 1993 con la cosiddetta Legge Mattarella (Legge n. 277, Nuove norme per l'elezione della Camera dei deputati), attuata in seguito al referendum abrogativo del 1993. La legge istituì per la Camera dei deputati e per il Senato della Repubblica un sistema di elezione misto, in parte maggioritario e in parte proporzionale. Il 75% dei parlamentari dell'assemblea veniva eletto in collegi uninominali tramite sistema maggioritario a turno unico; il restante 25% alla Camera veniva eletto tramite sistema proporzionale con liste bloccate.
Il collegio venne abolito insieme a tutti gli altri che costituivano la Camera con la promulgazione della legge elettorale successiva, la cosiddetta Legge Calderoli. Questa prevedeva un sistema proporzionale con premio di maggioranza, che alla Camera veniva attribuito a livello nazionale.

## Territorio
Il collegio di Ravenna - Cervia era uno dei 32 collegi uninominali in cui era suddivisa l'Emilia-Romagna e, come previsto dal D.Lgs. del 20 dicembre 1993 n. 536, era interamente compreso nella provincia di Ravenna e comprendeva i seguenti comuni: Cervia e parte del comune di Ravenna.

## Eletti
| Elezione | Elezione | Deputato          | Partito            |
| -------- | -------- | ----------------- | ------------------ |
|          | 1994     | Giordano Angelini | Progressisti (PDS) |
|          | 1996     | Giordano Angelini | L'Ulivo (PDS)      |
|          | 2001     | Aldo Preda        | L'Ulivo (DS)       |

## Dati elettorali

### XII legislatura

#### Risultati proporzionale
| Coalizioni        | Coalizioni                      | Liste                                 | Liste                              | Voti   | %     |
| ----------------- | ------------------------------- | ------------------------------------- | ---------------------------------- | ------ | ----- |
|                   | Progressisti                    |                                       | Partito Democratico della Sinistra | 33.982 | 37,57 |
|                   | Progressisti                    | Rifondazione Comunista                | 5.118                              | 5,66   |       |
|                   | Progressisti                    | Federazione dei Verdi                 | 2.718                              | 3,01   |       |
|                   | Progressisti                    | Alleanza Democratica                  | 1.616                              | 1,79   |       |
|                   | Progressisti                    | Partito Socialista Italiano           | 988                                | 1,09   |       |
|                   | Progressisti                    | Movimento per la Democrazia - La Rete | 696                                | 0,77   |       |
| Totale coalizione | Totale coalizione               | 45.118                                | 49,89                              |        |       |
|                   | Polo delle Libertà              |                                       | Forza Italia                       | 15.869 | 17,54 |
|                   | Polo delle Libertà              | Lega Nord                             | 4.085                              | 4,52   |       |
| Totale coalizione | Totale coalizione               | 19.954                                | 22,06                              |        |       |
|                   | Patto per l'Italia              |                                       | Patto Segni                        | 8.408  | 9,30  |
|                   | Patto per l'Italia              | Partito Popolare Italiano             | 5.372                              | 5,94   |       |
| Totale coalizione | Totale coalizione               | 13.780                                | 15,24                              |        |       |
|                   | Alleanza Nazionale              | Alleanza Nazionale                    | Alleanza Nazionale                 | 6.988  | 7,73  |
|                   | Lista Pannella                  | Lista Pannella                        | Lista Pannella                     | 4.145  | 4,58  |
|                   | Partito Democratico             | Partito Democratico                   | Partito Democratico                | 247    | 0,27  |
|                   | Socialdemocrazia per le Libertà | Socialdemocrazia per le Libertà       | Socialdemocrazia per le Libertà    | 217    | 0,24  |
| Totale            | Totale                          | Totale                                | Totale                             | 90.449 |       |

#### Risultati uninominale
|                               | Giordano Angelini ✔️ Eletto | Progressisti                             | 44 281 | 49,42 |  |  |  |  |  |
|                               | Filippo Donati              | Polo delle Libertà (FI - LN - CCD - UDC) | 22 035 | 24,59 |  |  |  |  |  |
|                               | Mauro Fantini               | Patto per l'Italia                       | 13 673 | 15,26 |  |  |  |  |  |
|                               | Severo Bignami              | Alleanza Nazionale                       | 6 039  | 6,74  |  |  |  |  |  |
|                               | Andrea Turchetti            | Lista Marco Pannella - Riformatori       | 3 575  | 3,99  |  |  |  |  |  |
| Totale                        | Totale                      | Totale                                   | 89 603 | 100   |  |  |  |  |  |
|                               |                             |                                          |        |       |  |  |  |  |  |
| Fonte: Ministero dell'interno |                             |                                          |        |       |  |  |  |  |  |

### XIII legislatura

#### Risultati proporzionale
| Coalizioni        | Coalizioni                         | Liste                                     | Liste                              | Voti   | %     |
| ----------------- | ---------------------------------- | ----------------------------------------- | ---------------------------------- | ------ | ----- |
|                   | L'Ulivo                            |                                           | Partito Democratico della Sinistra | 32.429 | 36,60 |
|                   | L'Ulivo                            | Popolari per Prodi (PPI-SVP-PRI-UD-Prodi) | 8.055                              | 9,09   |       |
|                   | L'Ulivo                            | Rinnovamento Italiano                     | 3.233                              | 3,65   |       |
|                   | L'Ulivo                            | Federazione dei Verdi                     | 2.691                              | 3,04   |       |
| Totale coalizione | Totale coalizione                  | 46.408                                    | 52,38                              |        |       |
|                   | Polo per le Libertà                |                                           | Forza Italia                       | 15.103 | 17,05 |
|                   | Polo per le Libertà                | Alleanza Nazionale                        | 9.452                              | 10,67  |       |
|                   | Polo per le Libertà                | CCD-CDU                                   | 3.475                              | 3,92   |       |
| Totale coalizione | Totale coalizione                  | 28.030                                    | 31,64                              |        |       |
|                   | Progressisti                       |                                           | Rifondazione Comunista             | 7.204  | 8,13  |
|                   | Lega Nord                          | Lega Nord                                 | Lega Nord                          | 3.783  | 4,27  |
|                   | Lista Pannella - Sgarbi            | Lista Pannella - Sgarbi                   | Lista Pannella - Sgarbi            | 2.572  | 2,90  |
|                   | Movimento Sociale Fiamma Tricolore | Movimento Sociale Fiamma Tricolore        | Movimento Sociale Fiamma Tricolore | 360    | 0,41  |
|                   | Nuova Democrazia                   | Nuova Democrazia                          | Nuova Democrazia                   | 240    | 0,27  |
| Totale            | Totale                             | Totale                                    | Totale                             | 88.597 |       |

#### Risultati uninominale
|                               | Giordano Angelini ✔️ Eletto | L'Ulivo             | 53 874 | 61,32 |  |  |  |  |  |
|                               | Gian Luigi Merloni          | Polo per le Libertà | 29 362 | 33,42 |  |  |  |  |  |
|                               | Luigi Nori                  | Lega Nord           | 4 625  | 5,26  |  |  |  |  |  |
| Totale                        | Totale                      | Totale              | 87 861 | 100   |  |  |  |  |  |
|                               |                             |                     |        |       |  |  |  |  |  |
| Fonte: Ministero dell'interno |                             |                     |        |       |  |  |  |  |  |

### XIV legislatura

#### Risultati proporzionale
| Coalizioni        | Coalizioni              | Liste                                 | Liste                   | Voti   | %     |
| ----------------- | ----------------------- | ------------------------------------- | ----------------------- | ------ | ----- |
|                   | L'Ulivo                 |                                       | Democratici di Sinistra | 26.546 | 30,83 |
|                   | L'Ulivo                 | La Margherita (Dem - PPI - RI- UDEUR) | 13.099                  | 15,21  |       |
|                   | L'Ulivo                 | Il Girasole (FdV - SDI)               | 1.664                   | 1,93   |       |
|                   | L'Ulivo                 | Comunisti Italiani                    | 1.429                   | 1,66   |       |
| Totale coalizione | Totale coalizione       | 42.738                                | 49,63                   |        |       |
|                   | Casa delle Libertà      |                                       | Forza Italia            | 21.504 | 24,97 |
|                   | Casa delle Libertà      | Alleanza Nazionale                    | 8.238                   | 9,57   |       |
|                   | Casa delle Libertà      | CCD-CDU                               | 1.535                   | 1,78   |       |
|                   | Casa delle Libertà      | Lega Nord                             | 1.368                   | 1,59   |       |
|                   | Casa delle Libertà      | Nuovo PSI                             | 650                     | 0,75   |       |
| Totale coalizione | Totale coalizione       | 33.295                                | 38,66                   |        |       |
|                   | Rifondazione Comunista  | Rifondazione Comunista                | Rifondazione Comunista  | 4.530  | 5,26  |
|                   | Lista Di Pietro         | Lista Di Pietro                       | Lista Di Pietro         | 2.629  | 3,05  |
|                   | Lista Pannella - Bonino | Lista Pannella - Bonino               | Lista Pannella - Bonino | 2.238  | 2,60  |
|                   | Democrazia Europea      | Democrazia Europea                    | Democrazia Europea      | 561    | 0,65  |
|                   | Paese nuovo             | Paese nuovo                           | Paese nuovo             | 72     | 0,08  |
|                   | Abolizione scorporo     | Abolizione scorporo                   | Abolizione scorporo     | 44     | 0,05  |
| Totale            | Totale                  | Totale                                | Totale                  | 86.107 |       |

#### Risultati uninominale
|                               | Aldo Preda ✔️ Eletto | L'Ulivo            | 47 164 | 55,32 |  |  |  |  |  |
|                               | Luca Rosetti         | Casa delle Libertà | 30 880 | 36,22 |  |  |  |  |  |
|                               | Andrea Turchetti     | Lista Emma Bonino  | 3 112  | 3,65  |  |  |  |  |  |
|                               | Damiano Malla        | Lista Di Pietro    | 2 669  | 3,13  |  |  |  |  |  |
|                               | Linda Rubboli        | Democrazia Europea | 1 424  | 1,67  |  |  |  |  |  |
| Totale                        | Totale               | Totale             | 85 249 | 100   |  |  |  |  |  |
|                               |                      |                    |        |       |  |  |  |  |  |
| Fonte: Ministero dell'interno |                      |                    |        |       |  |  |  |  |  |